# Site archéologique de Tašlihan
Le site archéologique de Tašlihan se trouve en Bosnie-Herzégovine, sur le territoire de la Ville de Sarajevo. Il s'agit des vestiges d'un ancien han remontant à 1540-1543. Le site est inscrit sur la liste des monuments nationaux de Bosnie-Herzégovine.

## Localisation

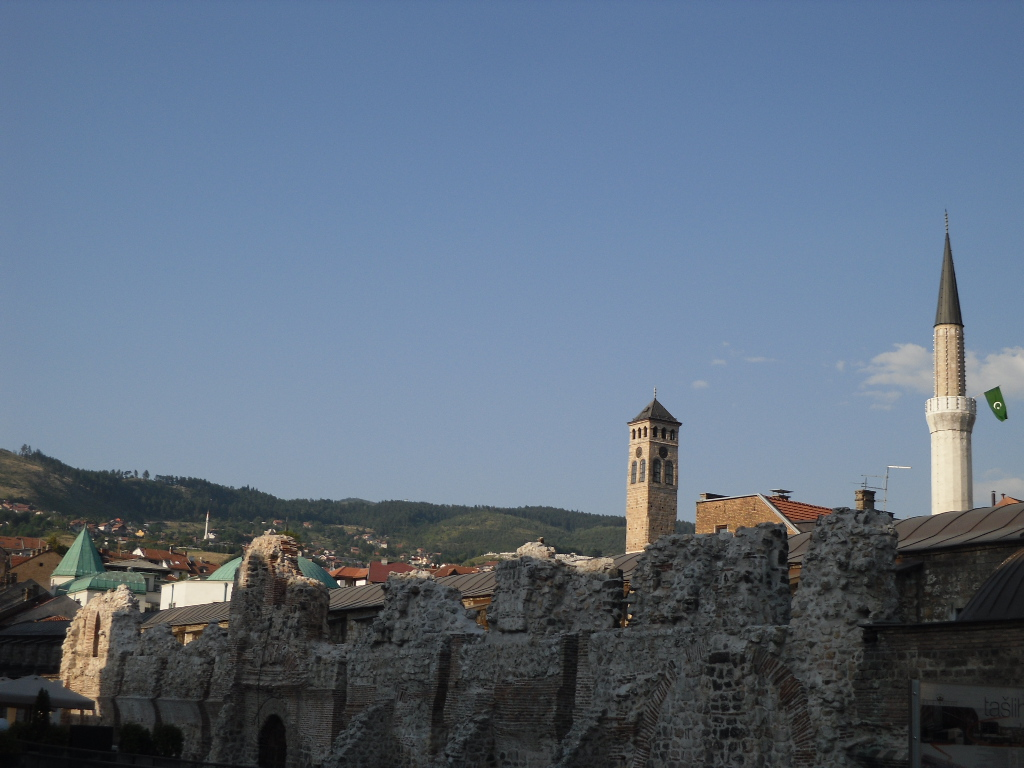
Le site dans son environnement (le quartier de Baščaršija)

## Histoire
Le Tašlihan est ancien caravansérail ottoman construit par Gazi Hüsrev Bey, le petit-fils du sultan Beyazid II, et daté des années 1540-1543. Il est considéré comme le plus luxueux et confortable han de l'époque. Gazi Hüsrev Bey transforme Sarajevo en un important lieu de passage et la pare de bâtiments, notamment une mosquée et une madrasa. Ces réalisations font de lui un personnage important du patrimoine bosniaque.
Le tremblement de terre de 1879 l'a très sérieusement endommagé.
Les travaux pour les fondations de l'hôtel "Europe" ont permis d'accéder aux fondations du han et aux murs encore solides ici exposés. et visibles de tous.